# Il vagabondo (film 1941)
Il vagabondo è un film italiano del 1941 diretto da Carlo Borghesio.

## Trama
Pippo è un candido e ingenuo vagabondo che vive con buon umore nonostante la povertà, accompagnando la giornata con la musica del suo organetto e condividendo l'amicizia con il dottor Camillo, sempre pronto a curare gratuitamente i suoi pazienti. Pippo condivide il suo modesto alloggio con due amici, Cresima - un aspirante scrittore sempre alla ricerca dell'ispirazione per il suo futuro romanzo - e Fanfulla, un ex maggiordomo già a servizio di illustri famiglie. I tre vivono in un piccolo e semplice borgo; un giorno, non avendo niente da mettere in tavola per pranzo, Pippo si impegna a trovare il necessario attraverso l'aiuto dei vicini che volentieri dividono con lui il poco che hanno. Arrivati al momento della frutta, Pippo si mette a cercarla nella vicina campagna ed è qui che conosce Lucilla, una giovane contadina che cattura la sua simpatia. Lucilla fornisce i prodotti della campagna a una vicina e nobile famiglia che vive in una splendida villa. In occasione di una consegna, Pippo la accompagna e ha così modo di entrare nella villa, entrando in alcune stanze della grande abitazione, ammirandone la grandezza e lo sfarzo. Casualmente assiste al colloquio tra due ospiti del marchese proprietario dell'edificio, uno dei quali pretendente e prossimo al matrimonio con la figlia del marchese stesso, Patrizia. Dalla conversazione Pippo apprende che il futuro matrimonio è di solo interesse, in quanto il pretendente è in realtà uno spiantato finto barone. Sorpreso dai due ospiti, Pippo viene cacciato dal marchese, ma non prima di aver detto quello che aveva appreso, anche se al momento non creduto.
Tornato a casa, si addormenta e nel sogno immagina di veder arrivare il marchese, la consorte e la figlia Patrizia con una sontuosa auto, tutti grati di quanto avvenuto per merito di Pippo che ha potuto evitare con il suo provvidenziale intervento un matrimonio disastroso. Poi, all'improvviso, grazie a una medaglietta che porta al collo, viene riconosciuto come il nipote perduto sin dall'infanzia, portato alla villa per condividere la vita presso la sua nuova famiglia. Nel sogno la vicenda finisce poi con il fidanzamento fra Pippo e Lucilla e fra Patrizia ed il dottor Camillo.
Al suo risveglio, Pippo capisce che tutto è stato solo un sogno: ma proprio in quel momento arriva davvero l'auto del marchese che, grato per quanto avvenuto, invita veramente Pippo alla villa con la volontà di offrirgli un futuro. Così Pippo si trasferisce nella sua nuova casa ma ben presto, deluso dalla vita che vi si conduce e dalla impossibilità di condividerla con i suoi amici e con Lucilla, decide di tornare ai suoi abiti di vagabondo e di tornare da Lucilla e alla sua vecchia esistenza.

## Produzione
- Liborio Capitani per la "Capitani film"

## Distribuzione
- ENIC